# Primavera 0
«Primavera 0» es una canción y sencillo de Soda Stereo, escrita por Gustavo Cerati y lanzada el 14 de septiembre de 1992.
Fue el primer sencillo de su sexto álbum de estudio Dynamo y tuvo el difícil desafío de ser el primero de un álbum de estudio del grupo musical en ser lanzado luego su exitoso álbum anterior Canción animal, y de mostrar y probar el nuevo sonido del grupo al estilo Shoegaze, mucho más experimental, distinto y fuerte, comenzando a mostrar el vuelco que le dio Soda Stereo a su música.
«Primavera 0» ocupó el puesto 422° de las 500 mejores canciones del rock iberoamericano por la revista Al Borde en 2006.

## Recepción
Los fanes recibieron tibiamente al álbum Dynamo (en comparación con su álbum anterior Canción animal), en gran medida porque el grupo musical decidió cambiar de compañía discográfica inmediatamente después de grabado. Sony entonces, no tenía intenciones de apoyar un grupo que emigraba y BMG no podía promocionar un producto de otra empresa. Otro factor que influyó fue el fuerte cambio sonoro. Sin embargo, «Primavera 0» se convirtió en una de las canciones más populares y clásicas del grupo. Una muestra de esto es que, desde que fue lanzada, ha sido interpretada en la mayoría de los conciertos del grupo hasta su separación en 1997 y luego en la Gira me verás volver en 2007.

## Música
La estructura musical de la canción tiene un leve parecido con la canción «De música ligera» pero es muy distinta musicalmente. La guitarra eléctrica acompaña a casi toda la canción. Está "unida" musicalmente con la canción «En remolinos» sin pausas (cuando está terminando «En remolinos», comienza «Primavera 0», unidas por un sonido distorsionado de guitarra eléctrica). Comienza con un "acople" y luego con un riff de guitarra eléctrica fuertemente distorsionado y que remite a los "machaques" de púa típicos de la música de hard rock, pero que también tiene una fuerte influencia del noise rock y de grupos como Sonic Youth. Cuando termina el riff, comienza la voz de Gustavo Cerati y al mismo tiempo se le une el bajo de Zeta y la batería de Charly, que no terminan hasta el final de la canción, y luego vuelve el riff machacante de la guitarra eléctrica.

## Video musical
El video musical fue dirigido por Boy Olmi, y muestra cómo fue grabada la canción, con imágenes de Gustavo, Zeta y Charly grabando las distintas partes de la canción. Es una especie de "Making-of".

## Versiones
Durante la Gira Dynamo (la gira de presentación del álbum) y en la Gira Sueño Stereo la canción es interpretada en unión a «En remolinos», al igual que en el álbum de estudio. Las dos versiones más conocidas son la de El último concierto en 1997 y la de la Gira me verás volver de 2007. La de El último concierto comienza de inmediato con el riff sin el característico sonido distorsionado de guitarra. La de la Gira me verás volver es más rápida y más roquera que la original, además vuelve la clásica unión con «En remolinos» a través del sonido distorsionado de guitarra.
También la interpretó en la etapa solista de Gustavo Cerati, en el último tramo de la Gira Siempre es hoy.

## Lista de canciones
| Vinilo promocional de 12 pulgadas México |                     |          |  |
| N.º                                      | Título              | Duración |  |
| 1.                                       | «Primavera en cero» | 3:42     |  |